# Kim Chambers
Kimberly Chambers (n. 11 de gener de 1974 a Fullerton, Califòrnia) és una actriu porno nord-americana. Va ingressar a la indústria del porno el 1993 als 19 anys, havent aparegut des de llavors en més de 200 pel·lícules. També ha dirigit almenys tres pel·lícules.

## Premis
- 1994 Premis XRCO Millor Escena de Sexe Anal per Butt Banged Bicycle Babes´´[2]
- 2002 Premis AVN Millor Escena de Sexe en Solitari per Edge Play[3]